# Wait Wait… Don’t Tell Me!
Wait Wait… Don’t Tell Me! ist eine Nachrichten-Quizsendung des öffentlich-rechtlichen Hörfunksenders National Public Radio (NPR) in den Vereinigten Staaten von Amerika. Die einstündige Sendung wird vom Sender WBEZ in Chicago produziert und von NPR vertrieben.
Im Kern besteht die Sendung aus Ratespielen rund um recht skurrile Themen aus den Nachrichten der vergangenen Woche. Moderiert wird sie von Peter Sagal. Ihm steht als Schiedsrichter und Sparringpartner der ehemalige Nachrichtensprecher Bill Kurtis zur Seite. Kurtis hat im Mai 2014 die Nachfolge des NPR-Nachrichtensprechers Carl Kasell angetreten, der als Schiedsrichter in den Ruhestand gegangen ist und jetzt den Ehrentitel scorekeeper emeritus führt.
Als Kandidaten sind immer drei amerikanische Comedians (als sogenanntes „Panel“) dabei. Außerdem können Hörer per Telefon mitspielen. Als Preis winkt den Anrufern, dass einer der  Show-Mitarbeiter für sie einen Text auf den Anrufbeantworter spricht. Bis kurz vor seinem Tod 2018 tat dies ausschließlich der frühere Moderator Carl Kasell, dessen Markenzeichen während seiner Zeit als Nachrichtensprecher seine tiefe und sonore Stimme war. 

## Rubriken
Um in das Sendeschema von NPR zu passen, beginnt Wait, Wait mit einem 60-sekündigen Vorschaublock auf den Inhalt der Sendung; dann folgen die Nachrichten. Wait, Wait besteht meist aus den folgenden acht Rubriken oder Spielrunden:

### Who's Bill This Time?
In der ersten Runde kann ein Hörer per Telefon mitspielen und gewinnen. Bill Kurtis verliest drei Zitate aus den Nachrichten der vergangenen Woche und der Kandidat muss erraten wem das Zitat zuzuschreiben ist oder um welches Thema bzw. Ereignis es sich gehandelt hat. Mit mindestens zwei richtigen Antworten gewinnt er. 
Passend zum Charakter der Sendung werden oft erheiternde Zitate und Ereignisse ausgewählt.

### This Week's News I
Erste Spielrunde für das Panel. Peter Sagal beschreibt mit ein oder zwei (oft zweideutigen oder sehr allgemein gehaltenen) Sätzen ein Ereignis aus der vergangenen Woche und die Kandidaten müssen raten, worum es geht. Oft entsteht hier ein wildes und lustiges Herumraten, so dass Antworten sehr großzügig ausgelegt werden. Eine richtige Antwort bringt dem Panelmitglied einen Punkt. Die Länge der Runde variiert ein wenig, oft kommen nicht alle, sondern nur einige Mitglieder des Panels an die Reihe.

### Bluff the Listener
Wieder eine Spielrunde für die Hörer. Unter einem Thema gibt jedes Mitglieder des Panels eine skurrile Geschichte zum Besten. Eine der drei ist wahr; wenn der Hörer errät, welche es ist, gewinnt er. Zusätzlich bekommt das Panelmitglied, dessen Antwort der Hörer wählte, einen Punkt. Diese Punktevergabe ist unabhängig davon, ob seine Geschichte wahr ist oder nicht – sie belohnt das Panelmitglied dafür, dass es den Hörer überzeugen konnte.

### Not My Job
Eine Mischung aus Interview und Spielrunde. Ein prominenter Gast stellt sich einem ungezwungenen Interview und muss im Anschluss drei Multiple-Choice-Fragen beantworten. Das Themengebiet das Fragen wird so ausgewählt, dass es in irgendeinem Zusammenhang zu dem Prominenten steht (bspw. eine Anspielung auf seinen Namen; etwa ein Wortspiel oder Fragen über eine (unbekannte) Persönlichkeit gleichen Namens, …). In der Fragerunde spielt der Prominente stellvertretend für einen Hörer.

#### Gäste
Im Laufe der Jahre ist eine ziemlich illustre Runde an Prominenten zusammengekommen. Eine Auswahl:

##### Schauspieler
- Kevin Bacon
- Lisa Kudrow
- Alan Alda
- Hugh Bonneville
- George Takei
- Leonard Nimoy
- William H. Macy

##### Politiker
- Barack Obama (damals noch als Senator des US-Bundesstaates Illinois)
- Bill Clinton (ehemaliger US-Präsident)
- Peter Westmacott (britischer Botschafter in den USA)
- Madeleine Albright (ehemalige US-Außenministerin)
- Michael Bloomberg (Bürgermeister von New York City)

##### Wissenschaftler
- Jane Goodall (Verhaltensforscherin)
- Paul Krugman (Wirtschaftswissenschaftler)

##### Weitere
- John Irving (Autor)
- Rob Reiner (Regisseur)

### This Week's News II
analog zu This Week's News I

### Listener Limerick Challenge
Erneut eine Spielrunde für die Hörer: Bill Kurtis verliest in Limericks verfasste Nachrichtenmeldungen, bricht aber vor dem letzten Wort ab. Der Hörer muss das letzte Wort erraten. Wie immer reichen zwei von drei richtigen Antworten, um zu gewinnen.

### Lightning Fill-In-The-Blank
Finalrunde für das Panel. Diesmal wird entschieden, wer aus dem Panel als Sieger hervorgeht. Peter Sagal stellt jedem Panelmitglied 60 Sekunden lang Fragen rund um die Nachrichten. In den Fragen ersetzt er den wichtigsten Punkt durch das Wort „blank“. Das Panelmitglied muss ergänzen, wofür „blank“ steht. Jede richtige Antwort wird mit zwei Punkten honoriert. 
Die Punkte aus dieser Runde (typischerweise 8–14 Punkte) werden zu den Punkten aus den vorigen Runden (meistens bis zu 3) hinzugezählt. Das Panelmitglied mit den meisten Punkten ist Gewinner der Sendung.

### Prediction
Die Sendung schließt mit den Namen der Hauptbeteiligten (Produzent, Regisseur, ...) und der Zukunftsvorhersage durch das Panel. Die Panelmitglieder geben zu einem vorgegebenen Thema zum Besten, was ihrer Meinung nach passieren könnte. Bill Kurtis schließt die Vorhersage mit „Well, if any of these things happen, panel, we'll ask you about it on Wait Wait...don't tell me!“ ab.

## Verbreitung
In der Regel wird die Sendung donnerstags abends im Chase Auditorium im Chase Tower in Chicago aufgezeichnet. Hin und wieder ist die Sendung auch in größeren amerikanischen Städten zu Gast und zeichnet dort auf. In diesem Fall kommt meist der Prominente in der Spielrunde „Not my job“ aus der betreffenden Stadt. NPR-Partnerstationen strahlen Wait, Wait meist am Wochenende aus. Viele Stationen senden samstags und/oder sonntags im Anschluss an Weekend Edition einen Unterhaltungsblock mit den Sendungen Car Talk und Wait, Wait. Zeitversetzt zur Ausstrahlung ist die ganze Sendung auch auf der Homepage zum Nachhören verfügbar (meist ab Samstagabend mitteleuropäischer Zeit).